# Jesús Areso
Jesús Areso Blanco (Cascante, 2 de julio de 1999) es un futbolista que juega como lateral derecho en el Athletic Club de la Primera División de España.

## Trayectoria
Areso comenzó su formación como futbolistas en las filas del C. D. Aluvión de Cascante. En 2012 firmó por el equipo infantil del C. A. Osasuna, a pesar del convenio existente entre Aluvión y Athletic Club.
En julio de 2017, tras cinco años en Osasuna, fichó por el Athletic Club que abonó su cláusula de rescisión valorada en 450 000 euros para incorporarle al Bilbao Athletic de Segunda B.Su fichaje provocó que Osasuna rompiera relaciones con el club vasco como ya hiciera, en 2005, cuando el Athletic Club firmó a los cadetes Isma López y Javier Eraso.En el filial rojiblanco tuvo dificultades para consolidarse como titular a las órdenes de Gaizka Garitano en su primer año y medio. Con la llegada de Aritz Solabarrieta en diciembre de 2018, se hizo con un hueco en el lateral derecho.En la temporada 2019-20, ya consolidado como titular en el filial ahora dirigido por Joseba Etxeberria,fue incluido en una convocatoria del primer equipo aunque no llegó a debutar.El 28 de julio de 2020 fue uno de los elegidos para realizar la pretemporada con el Athletic Club a las órdenes de Garitano.Sin embargo, el 30 de agosto fue apartado por no renovar su contrato. Finalmente, continuó entrenado con el filial, pero no jugó ni un minuto en la campaña 2020-21.El propio jugador anunció que su decisión estuvo motivada por la falta de sintonía con Gaizka Garitano.
El 26 de mayo de 2021 se hizo oficial su fichaje por Osasuna, con el que firmó un contrato de cinco temporadas.El 26 de septiembre debutó como titular frente al RCD Mallorca (2-3).En diciembre, cuando había jugado sólo tres partidos, se fracturó el peroné de su pierna derecha y estuvo cinco meses de baja.En agosto de 2022 fue cedido al Burgos C. F. para que compitiera en Segunda División.
De cara a la campaña 2023-24 regresó al club navarro tras un buen año en Burgos.El 21 de enero de 2024, consolidado como titular, logró su primer tanto en Primera División en El Sadar tras un centro desde la línea de fondo que sorprendió a David Soria y que sirvió para derrotar al Getafe (3-2),el cual fue nombrado como "Gol de la temporada 2023-24" por La Liga EA Sports el 28 de mayo de 2024. En la campaña 2024-25 continuó asentado como titular a las órdenes de Vicente Moreno.
El 22 de julio de 2025, se hace oficial su regreso al Athletic Club, por el que el club bilbaíno hace efectiva la cláusula de rescisión de 12.000.000€. Firma hasta el 30 de junio de 2031.

## Selección nacional
Fue internacional en categoría sub-18 y sub-19 con la selección española. En febrero de 2018 se proclamó campeón de la Copa del Atlántico con la selección sub-19 dirigida por Luis de la Fuente.
El 29 de mayo de 2019 debutó con la selección de Euskadi, en un amistoso frente a Panamá, junto a otros cuatro jugadores del Bilbao Athletic.

## Clubes
| Club                  | Div           | Temporada  | Liga                            | Liga  | Liga        | Copas nacionales | Copas nacionales | Copas nacionales | Copas internacionales | Copas internacionales | Copas internacionales | Total         | Total   | Total               |                                 |    |     |   |   |   |   |   |   |            |            |   |   |   |   |   |   |   |   |   |   |   |   |   |               |               |               |     |               |   |   |                                                                                       |
| Club                  | Div           | Temporada  | Partidos                        | Goles | Asistencias | Partidos         | Goles            | Asistencias      | Partidos              | Goles                 | Asistencias           | Partidos      | Goles   | Asistencias         |                                 |    |     |   |   |   |   |   |   |            |            |   |   |   |   |   |   |   |   |   |   |   |   |   |               |               |               |     |               |   |   |                                                                                       |
| Bilbao Athletic       | 2ªB           | 2017-18    | 27                              | 0     | 1           | —                | —                | —                | —                     | —                     | —                     | 27            | 0       | 1                   |                                 |    |     |   |   |   |   |   |   |            |            |   |   |   |   |   |   |   |   |   |   |   |   |   |               |               |               |     |               |   |   |                                                                                       |
| Bilbao Athletic       | 2ªB           | 2018-19    | 0\|3\| colspan="3" \|—          | —     | —           | —                | 25               | 0!3              |                       |                       |                       |               |         |                     |                                 |    |     |   |   |   |   |   |   |            |            |   |   |   |   |   |   |   |   |   |   |   |   |   |               |               |               |     |               |   |   |                                                                                       |
| Bilbao Athletic       | 2ªB           | 2019-20    | 0\|2                            | —     | —           | —                | —                | —                | —                     | 27                    | 0!2                   |               |         |                     |                                 |    |     |   |   |   |   |   |   |            |            |   |   |   |   |   |   |   |   |   |   |   |   |   |               |               |               |     |               |   |   |                                                                                       |
| Bilbao Athletic       | Total club    | Total club | 79                              | 0!6   | 0           | 0                | 0                | 0                | 0                     | 0                     | -                     | C. A. Osasuna | 1ª      | 2021-22             | 0\|0\|1\|0\|0\| colspan="3" \|— | 4  | 0!0 |   |   |   |   |   |   |            |            |   |   |   |   |   |   |   |   |   |   |   |   |   |               |               |               |     |               |   |   |                                                                                       |
| Burgos C. F. (Cedido) | 2ª            | 2022-23    | 0\|5\|2\|0\|0\| colspan="3" \|— | 39    | 0!5         |                  |                  |                  |                       |                       |                       |               |         |                     |                                 |    |     |   |   |   |   |   |   |            |            |   |   |   |   |   |   |   |   |   |   |   |   |   |               |               |               |     |               |   |   |                                                                                       |
| Burgos C. F. (Cedido) | Total club    | Total club | 37                              | 0!5!2 | 0           | 0                | 0                | 0                | 0                     | -                     | C.A. Osasuna          | 1ª            | 2023-24 | 1\|6\|3\|0\|1\|2\|0 | 0                               | 42 | 1   | 7 |   |   |   |   |   |            |            |   |   |   |   |   |   |   |   |   |   |   |   |   |               |               |               |     |               |   |   |                                                                                       |
| 2024-25               | 0\|3\|4\|0\|1 | —          | —                               | —     | 40          | 0                | 4                |                  |                       |                       | C.A. Osasuna          | 1ª            |         |                     |                                 |    |     |   |   |   |   |   |   |            |            |   |   |   |   |   |   |   |   |   |   |   |   |   |               |               |               |     |               |   |   |                                                                                       |
| Total club            | Total club    | 76         | 1!9!8!0!2!2                     | 0     | 0           | -                | Athletic Club    | 1ª               | 2025-26               | 0                     | C.A. Osasuna          | 0             | 0       | 0                   | 0                               | 0  | 0   | 0 | 0 | 0 | 0 | 0 | - | Total club | Total club | 0 | 0 | 0 | 0 | 0 | 0 | 0 | 0 | 0 | 0 | 0 | 0 | - | Total carrera | Total carrera | Total carrera | 192 | 1!20!10!0!2!2 | 0 | 0 | - Debut en 1ª División: 26 de septiembre de 2021, R. C. D. Mallorca 2-3 C. A. Osasuna |

{| class="wikitable center" style="text-align: center"
|-
! Distinción
! Año
|-
|Mejor gol de LaLiga de enero
|2024
|-
|Mejor gol de LaLiga 2023-24
| 2024
|}

## Vida personal
Es hermano del futbolista Javier Areso.